# Pacifistisch Socialistische Partij
De Pacifistisch Socialistische Partij (PSP) was een Nederlandse socialistische politieke partij. De koers van de partij werd gekenmerkt door een nadruk op democratie, vredespolitiek (in het bijzonder het verzet tegen kernwapens) en socialistische economische politiek. Gedurende de jaren zeventig werden homo- en vrouwenemancipatie en milieu steeds belangrijker voor de partij. Als enige politieke partij in Nederland pleitte de PSP voor afschaffing van zowel de monarchie, het leger, de Binnenlandse Veiligheidsdienst als de mobiele eenheid.
De PSP was een typische getuigenispartij, die een bescheiden rol speelde in de Nederlandse parlementaire politieke geschiedenis. De partij werd opgericht door kiesgerechtigden die zich niet in de pro-Russische koers van de Communistische Partij van Nederland of de pro-Amerikaanse koers van de Partij van de Arbeid konden vinden. De geschiedenis van de partij werd gekenmerkt door grote interne tegenstellingen over de koers van de partij, en in het bijzonder over samenwerking met andere partijen. Met name in de jaren 70 waren vele leden van de partij actief in buitenparlementaire acties. De partij is in 1990 opgegaan in GroenLinks samen met de CPN, de Politieke Partij Radikalen en de progressief-christelijke Evangelische Volkspartij.
De partij heeft bestaan tussen 1957 en 1991. De Tweede Kamerfractie van de partij bestond uit tussen de een en de vier zetels. De PSP had veel kiezers onder studenten, wetenschappers en kunstenaars, alsmede doopsgezinden en andere ‘progressieve christenen’, vanaf de jaren '70 trok de PSP ook feministen en homo’s aan.

## Geschiedenis

### Voor 1957
In 1955 had zich een groep "politiek daklozen" gevormd, van met name mensen die zich niet (meer) thuis voelden bij de politiek van de PvdA en de CPN.
Ex-PvdA'ers hadden die partij verlaten vanwege de politionele acties tegen de onafhankelijkheidsstrijders in Indonesië en de steun voor de NAVO. Velen van hen waren afkomstig uit de marxistische linkervleugel van de SDAP of de Christelijk Democratische Unie, beide tot 1946 voorlopers van de PvdA.
Ex-CPN'ers hadden die partij verlaten vanwege de stalinistische koers en organisatie van die partij. Sommige van de ‘daklozen’ waren betrokken geweest bij de kleine communistische RSAP.
Sommige andere ‘daklozen’ waren nooit eerder lid geweest van een politieke partij, of betrokken geweest bij andere partijen.
Het was een zeer diverse groep met progressieve christenen, linkssocialisten, orthodoxe marxisten, anti-stalinistische trotskisten, linkscommunisten, liberale pacifisten en anarchisten. Velen waren actief in de vredesbeweging, in het bijzonder de Vredesbeweging De Derde Weg, die zich keerde tegen de politiek van zowel het Oostblok als het Westblok.
In 1956 werd de Koude Oorlog steeds warmer: de Britten, Fransen en Israëli's vielen Egypte binnen in de Suezcrisis en de Sovjet-Unie viel Hongarije binnen na de Hongaarse Opstand. Deze gebeurtenissen maakten de politiek daklozen (des te) sceptisch(er) over zowel Warschaupact als de NAVO. Ze streefden (nu des te sterker) naar een Derde Weg tussen communisme en kapitalisme.
In 1956 vroegen deze politiek daklozen aan de Partij van de Arbeid om ruimte op hun kieslijst voor de verkiezingen van 1956 te bieden aan twee leden van hun stroming. Een zou op een verkiesbare plek staan (de daklozen dachten zelf aan het antimilitaristische PvdA-lid dominee Jan Buskes) en de ander zou met voorkeurstemmen verkozen kunnen worden. De PvdA sloeg het voorstel af. De groep koos er toen voor, een nieuwe politieke partij op te richten. Om de mogelijkheden hiervoor te verkennen richtten zij in november 1956 de Actiegroep voor de Vorming van een Partij op Anti-Militaristische en Socialistische Grondslag op.

### 1957-1971

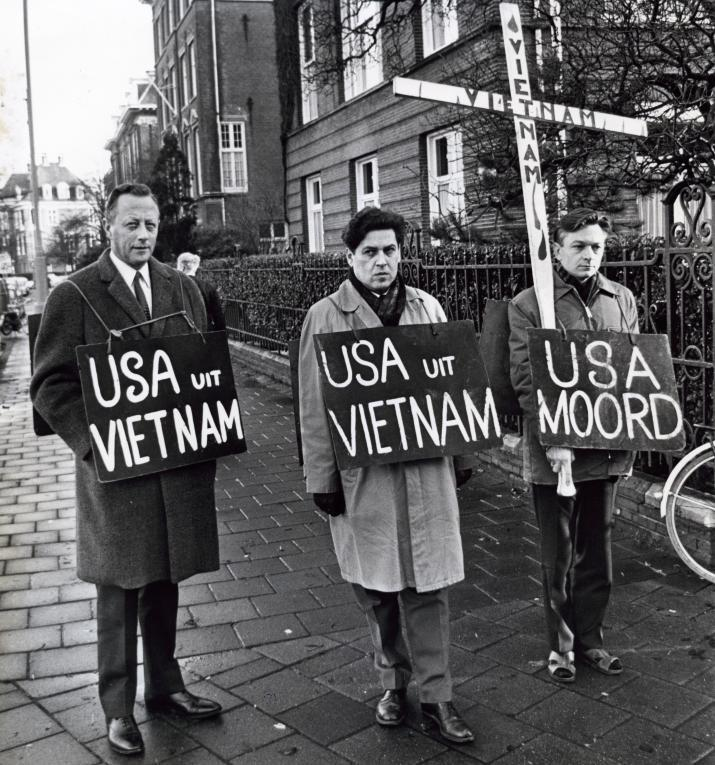
Van links naar rechts Lankhorst, Van der Spek en Van der Lek (met kruis) in protest tegen de Amerikaanse aanwezigheid in Vietnam

Op 27 januari 1957 werd de PSP gevormd door de Actiegroep. De partij richtte zich op de organisatie van de partij in voorbereiding van de verkiezingen van 1960. De partij trachtte haar ledenbestand uit te breiden, afdelingen op te richten en kiezers te werven. De leden van de Socialistische Unie, die eerder al de PvdA hadden verlaten, sloten zich bij de PSP aan. In 1958 nam de PSP deel aan de provinciale verkiezingen in Noord-Holland waar ze twee zetels wonnen. In de Tweede Kamerverkiezingen van 1959 won de partij eveneens twee zetels. In 1960 traden enkele leden van het voormalige Sociaal-Democratisch Centrum van de PvdA toe tot de PSP. Het SDC had de linkerflank van de PvdA gevormd.
In de eerste jaren richtte de partij zich met name op het parlementaire en buitenparlementaire verzet tegen de Koude Oorlog. Vanwege de Socialistische Revolutie in Cuba en de opstand tegen het apartheidssysteem in Zuid-Afrika ontstond er een debat binnen de partij over het gebruik van geweld. Er werd een onderscheid gemaakt tussen repressief geweld van de regerende klasse en bevrijdend geweld gericht tegen de regerende klasse. In 1961 schudde de PSP haar pacifisme af en richtte zich op de minimalisering van geweld. Het thema van anti-kolonialisme werd steeds belangrijker. De partij steunde de onafhankelijkheidsbewegingen in Nieuw-Guinea en Algerije.
Bij de verkiezingen van 1963 won de partij vier zetels. Het succes had te maken met de groeiende tegenstand tegen de Koude Oorlog, de opkomst van de studentenbeweging in het bijzonder Provo, waarvoor de PSP de enige acceptabele partij was, en interne conflicten in de CPN. Het nieuwe anarchisme van Provo had de koers van de PSP ook beïnvloed. In 1958 verlieten drie Tweede Kamerleden de CPN en vormden hun eigen groepering, geleid door Henk Gortzak. Deze Bruggroep probeerde eerst een eigen partij op te richten (de Socialistische Werkers' Partij) maar sloot zich in 1966 bij de PSP aan. In 1969 werd Gortzak Tweede Kamerlid voor de PSP.
In de jaren 60 werd de Vietnamoorlog een belangrijk thema. De PSP participeerde als eerste Nederlandse partij in de oppositie tegen de Amerikaanse inmenging. Ook de Nederlandse monarchie werd een belangrijk thema, toen kroonprinses Beatrix in 1966 met Claus von Amsberg in het huwelijk trad. De PSP greep het moment aan om haar republikeinse idealen uit te dragen. Bij de verkiezingen van 1967 hield de PSP haar vier zetels.
Sinds haar oprichting in 1957 werd de PSP in de gaten gehouden door de Binnenlandse Veiligheidsdienst, omdat er voormalige communisten binnen de partij actief waren en men zich zorgen maakte over de 'effecten van het anti-militarisme'. Ook ontdekte de dienst in 1959 dat een verslag van het PSP-congres in handen was gekomen van de Joegoslavische ambassade. Er werd vermoed dat dit via de Socialistische Werkers Partij, een afsplitsing van de Communistische Partij van Nederland die de PSP die geïnfiltreerd zou hebben, bij de ambassade terecht was gekomen. Nadat campagnemateriaal van de partij geïdentificeerd werd als Russisch propagandamateriaal, intensiveerde de inlichtingendienst haar observaties en werden meer leden van de partij in de gaten gehouden; ondanks dat zij de PSP op zichzelf niet als extremistische organisatie beschouwde.

### 1971-1981

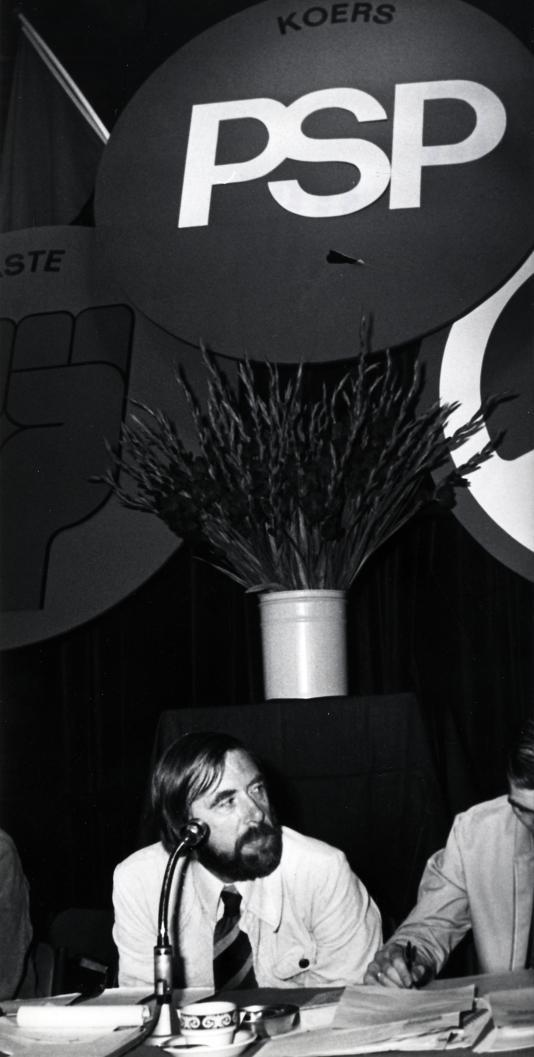
Partijvoorzitter Piet Burggraaf tijdens de buitengewone algemene ledenvergadering van de PSP in Amsterdam op 17 september 1972.

In de jaren zeventig namen de interne problemen binnen de PSP toe en kwam het tot diverse scheuringen, terwijl de verkiezingsresultaten terugliepen. Nieuw Links greep in de PvdA macht en bewoog de PvdA naar links. De PvdA wilde een links meerderheidskabinet vormen. Hiertoe sloot ze een Progressief Akkoord (PAK) met de andere linkse partijen. In 1969 nam de PSP deel aan de onderhandelingen over het progressief akkoord met de PvdA en de PPR. Het PSP-congres verwierp uiteindelijk het voorstel omdat ook D66 hiervan deel zou gaan uitmaken en de inhoud van het akkoord noch als socialistisch, noch als pacifistisch beschouwd werd. De samenwerkingsgezinde minderheid (PAK'ers) kwam in conflict met de meerderheid, die een onafhankelijke koers voorstond. Hieraan lag een conflict tussen een meer principiële linkervleugel en een meer pragmatische centrumvleugel ten grondslag. De linkervleugel had, met weinig succes, wel geprobeerd om de samenwerking tussen de PSP en antiparlementaire linkse groeperingen (zoals de Socialistische Jeugd en de Vierde Internationale te versterken. Aan de verkiezingen van 1971 deed de PSP mee met de slogan Ontwapenend. Hierbij hoorde een opzienbarend en omstreden verkiezingsaffiche met een naakte Saskia Holleman, een poster die legendarisch zou worden. De partij verloor twee zetels. De poster werd bekend als Het Naakte Koeienmeisje en ook wel als De koe van de PSP of kortweg De koe. In sommige conservatieve gemeenten in Nederland belette de plaatselijk overheid het ophangen van dit affiche op openbare plaatsen. Het tv-programma Brandpunt maakte een persiflage door het model achtereenvolgens aan te kleden op de wijze zoals de diverse andere partijen het zouden hebben gedaan. Voor het CHU, destijds de meest behoudende regeringspartij, werd ze geharnast afgebeeld.
In oktober 1971 werd in Groningen een partijcongres gehouden waar werd besloten dat de partij leden kon royeren "die bij herhaling de PSP als platform gebruiken voor met de grondslagen van de PSP strijdige ideologieën en daarmee het democratische organisatiemodel van de partij verstoren".
Voor de verkiezingen van 1972 werd de politiek leider van de PSP, Hans Wiebenga, in september 1972 vervangen door de jongere Bram van der Lek. Toen het partijcongres Van der Lek koos als lijsttrekker wilde Wiebenga geen genoegen nemen met een tweede plaats en verliet de politiek.
Van der Lek legde een grote nadruk op het milieu. De partij won echter geen zetels. Onder Van der Lek ging de PSP zich meer bemoeien met extraparlementaire actiebewegingen, met name de milieu-, de kraak-, de studenten- en de vrouwenbeweging.
In deze periode verlieten zowel de meest radicale als de meest gematigde groeperingen de partij. De belangrijkste radicale beweging was de trotskistische groep Proletarisch Links. Deze wilde de PSP omvormen tot een revolutionaire arbeiderspartij. Ze werden geleid door Erik Meijer en Rein van der Horst. In 1974 verlieten ze PSP om de Internationale Kommunistenbond op te richten (later de Socialistische Arbeiderspartij). In 1975 verlieten relatief gematigde "progressieve samenwerkers" (ook wel Oosterhesselengroep) de partij om zich aan te sluiten bij de PvdA. Er waren veel oud-CPN-leden in deze groep progressieve samenwerkers.
De PSP had een ambivalente houding ten opzichte van het Kabinet Den Uyl, dat in 1973 gevormd was door de PAK-partijen PvdA, PPR en D66 en progressieven uit de ARP en de KVP. Het partijbestuur nam deel aan het permanente overleg orgaan tussen PvdA, PPR en D66 enerzijds. Maar de Tweede Kamerfractie voerde felle oppositie tegen het kabinet anderzijds: ze had sympathie voor de linkse uitgangspunten van het kabinetsbeleid, maar in de ogen van de PSP konden deze uitgangspunten niet gerealiseerd worden in een kapitalistische samenleving.
Vanaf 1975 groeide het aantal leden sterk en verdubbelde binnen vijf jaar. Desondanks deed de partij het bijzonder slecht bij de verkiezingen van 1977 en hield slechts één zetel over. De verkiezingsuitslag werd geweten aan de nek-aan-nekrace tussen de PvdA en het CDA en de interne strijd binnen de PSP. Bij die verkiezingen was er overigens sprake van een algemene trek van de kleine naar de grote partijen, zowel bij links als bij rechts. Na een jaar trad lijsttrekker Van der Lek terug en werd Fred van der Spek het enige PSP-Kamerlid.

### 1981-1989

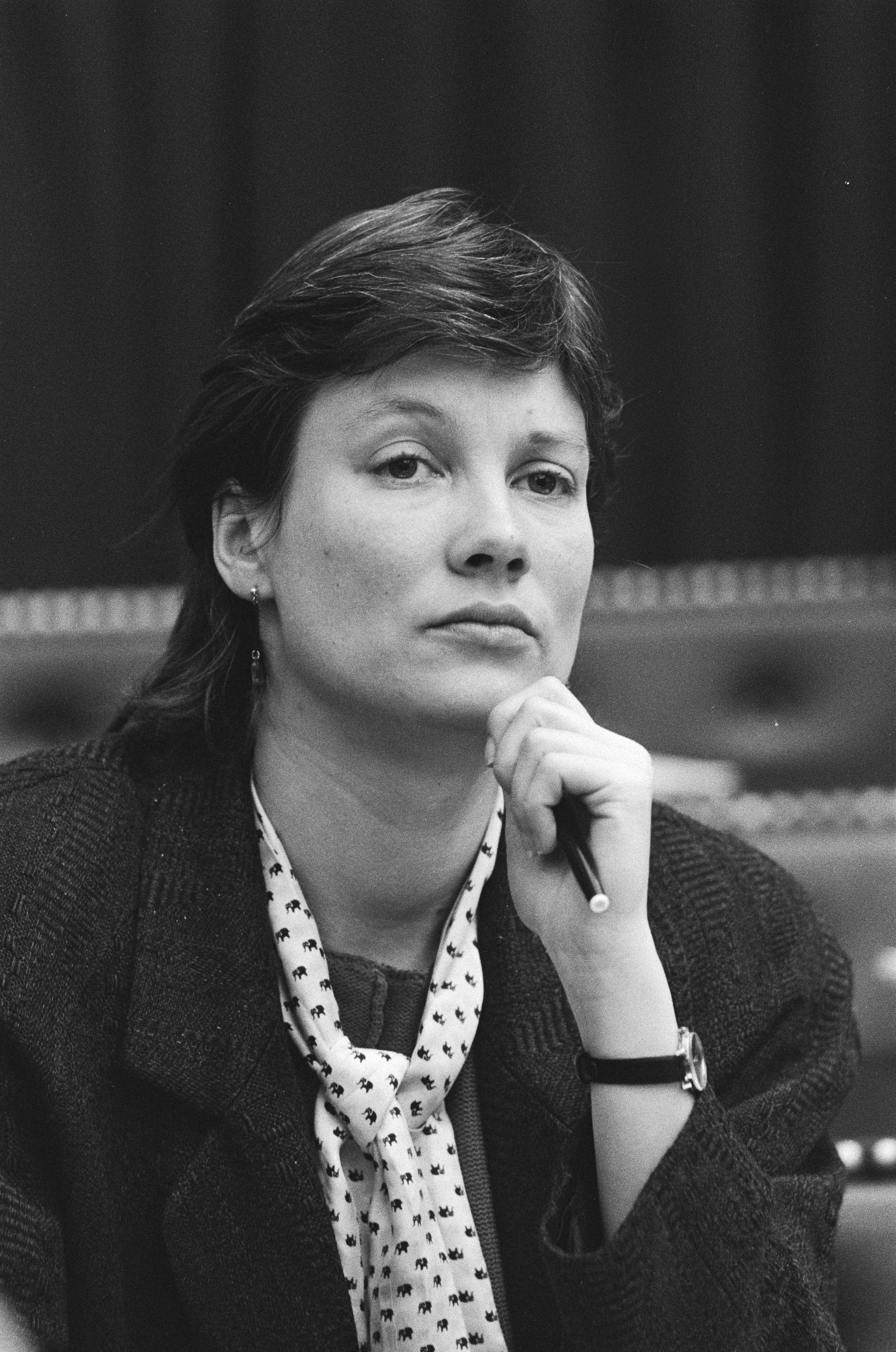
Andrée van Es in november 1985

In de vroege jaren 80 was de plaatsing van Amerikaanse kruisraketten op Nederlandse bodem een belangrijk politiek thema. De PSP was betrokken bij de organisatie van twee grote demonstraties tegen de plaatsing van deze wapens in 1981 en 1983. Ruim 80% van de leden van de PSP nam deel aan ten minste een van deze twee demonstraties. De PSP richtte zich daarbij vooral op het IKV en niet op het door de CPN aangestuurde "Stop de Neutronenbom". In het partijbestuur verliezen 'socialistische' landen steeds meer krediet en wordt het Derde Weg denken gerevitaliseerd: de verdelende machtsstructuur in Europa zelf moest worden aangepakt ten gunste van ongebondenheid en een vrijheidslievend socialisme. Bij de verkiezingen van 1981 kwam de partij met drie zetels in het parlement, die ze bij de verkiezingen van 1982 behield.
In de jaren 80 begon de partij samen te werken met de PPR, die gebroken had met de PvdA, en de CPN, waar een proces van destalinisatie gestart was. In lokale en provinciale verkiezingen deed vaak een lijst van PSP-PPR of PSP-CPN mee, omdat de kiesdrempel daar veel hoger is. Bij de Europese verkiezingen van 1984 namen de PPR, CPN en PSP deel als het Groen Progressief Akkoord. De lijst won twee zetels waarvan er een roteerde tussen PSP en PPR. Leden van de CPN, PSP en PPR ontmoetten elkaar ook in buitenparlementair protest tegen kernwapens en kernenergie. De samenwerking leidde tot interne conflicten in de PSP. Voor de verkiezingen van 1986 wilden de CPN en de PPR met de PSP een lijstverbinding aangaan. Er ontstonden twee kampen: een groep rond fractievoorzitter Van der Spek, die samenwerking afwees en een groep die positief stond ten opzichte van samenwerking en verschillende initiatieven voor een "linkse doorbraak" hadden gesteund. Fractievoorzitter Fred van der Spek, een tegenstander hiervan, werd als lijsttrekker vervangen door Andrée van Es, die een gematigd voorstander was van samenwerking. Van der Spek verliet de PSP-fractie en vormde een eenmansfractie. Hij trad toe tot de Partij voor Socialisme en Ontwapening (PvSO) die bestond uit voormalige PSP-leden. Het PSP-congres wees echter alsnog samenwerking met de CPN en de PPR af. Bij de verkiezingen van 1986 verloor de partij twee van haar drie zetels. De PvSO was al voor deze verkiezingen uit elkaar gevallen en verdween uit de kamer. Het ledental van de PSP nam snel af. De noodzaak om samen te werken nam toe.
In mei 1987 kwam fractieleider Andrée van Es in opspraak toen zij, na een interview door hoofdredacteur Adriaan Slooff van de vredeskrant In Vredesnaam, het idee opperde voor een half NAVO-lidmaatschap als dat de PSP in de regering kon brengen.

### Na 1989
In 1989 initieerde de PSP samenwerkingsgesprekken met de PPR en de CPN. Dat initiatief werd gesteund door een open brief van vakbondsleiders, mensen uit de milieubeweging en kunstenaars, die opriepen een progressieve formatie links van de PvdA te vormen. Na lange onderhandelingen, die onder druk kwamen vanwege de val van het tweede kabinet Lubbers en de vervroegde verkiezingen, vormden de partijen een gezamenlijke lijst bij de verkiezingen van 1989. Van Es is tweede kandidaat op de lijst. In 1991 hief de PSP zichzelf op. Oud-PSP-leden die weigerden zich bij GroenLinks aan te sluiten richtten de PSP'92 op, een "extreem linkse" "randpartij"
De PSP heeft een redelijk grote invloed op GroenLinks gehad, alhoewel zowel het pacifisme als het socialisme gematigd zijn. Tweede Kamerleden Kees Vendrik en Ineke van Gent, oud-Eerste Kamerlid Leo Platvoet en Europarlementariër Joost Lagendijk waren allen lid van de PSP voor 1992. Erik Meijer was tot 1996 lid van GroenLinks maar werd vervolgens lid van de Socialistische Partij en van het Europees Parlement voor die partij.

## Naam
De naam Pacifistisch Socialistische Partij is een combinatie van de twee voornaamste idealen van de partij: vrede en sociale rechtvaardigheid. Andere voorstellen voor een namen waren bij de oprichting in 1957 Radicaal Socialistische Vredespartij, Bond voor Algemeen Welzijn, Vernieuwingspartij en Nederlandse Arbeiderspartij.

## Ideologie en standpunten

### Ideologie
De ideologie van de PSP was gegrondvest in het pacifisme, de democratie en het socialisme, zowel met een marxistische als utopistische grondslag. Deze drie werden alle gekenmerkt door een nadruk op mensenrechten. Zowel in oorlog, in het kapitalisme en in de dictatuur worden volgens de PSP deze rechten gebroken. Deze drie elementen socialisme, pacifisme en democratie zouden de koers van de PSP kenmerken.. De partij kreeg een sterk heterogeen karakter en werd een bont gezelschap waarin behalve socialisten en anti-militaristen ook trotskisten en anarchisten en sinds de jaren '60 ook hippie-achtige idealisten onderdak vonden. Met name wegens de aanwezigheid van aanhangers van het anarchisme en het trotskisme, waarvan in twijfel getrokken werd hoe zij tegenover de in het beginselprogramma van de partij bepleite "geweldloze revolutie" opstelden werd de belangstelling van de toenmalige Binnenlandse Veiligheidsdienst (BVD) voor de partij tijdens het bestaan door de regering verdedigd, evenals infiltratie van medewerkers van deze dienst in groepen van vredesactivisten, onder meer in de affaire Gardiner.
In het beginselprogramma van 1957 legde de PSP de nadruk op twee sociale vernieuwingen: een geestelijke vernieuwing die trachtte angst, verdeling en macht te vervangen door vertrouwen, eenheid en rechtvaardigheid. De PSP sprak zich uit tegen de tweedeling van de wereld in een communistisch en kapitalistisch blok tijdens de Koude Oorlog en meende dat Nederland een neutrale buitenlandse politiek moest voeren. En een sociaal-economische vernieuwing, het streven naar een klasseloze samenleving. De PSP streefde naar socialisatie van de productiemiddelen, die in de handen van de werknemers moesten komen, die een vorm van arbeiderszelfbestuur zouden toepassen. De PSP streefde verder naar een democratisch politiek systeem en een democratische economie, verwierp het gebruik van geweld bij het oplossen van conflicten (binnen de partij bestond verdeeldheid over hoe men dit zag bij steun aan bevrijdingsbewegingen in de Derde Wereld, die zich geconfronteerd zagen met "fascistisch" en "neo-koloniaal" geweld) en streefde naar een federale wereldstaat, waarin welvaart werd gedeeld tussen de voormalige koloniën en de kolonisatoren.
In de jaren zeventig en 80 werden feminisme en milieubescherming aan de idealen van PSP toegevoegd., een thema waarin de Politieke Partij Radikalen (PPR) een belangrijke rivaal werd.
Ook werd de homo-emancipatie een programmapunt. De PSP werd de eerste Nederlandse politieke partij met een werkgroep met de geuzennaam flikkergroep die met name in 1979/'80 naar voren trad, daarin spoedig gevolgd door vergelijkbare werkgroepen van andere politieke partijen. Deze vestigden de aandacht op homohaat en riepen op tot bescherming tegen de gewelddadige uiting van vooroordelen, waarvan "uit de kast komende" homo's veelvuldig het slachtoffer werden: het zogenaamde potenrammen. Hun verschijnen zou na ruim 20 jaar leiden tot een in de Nederlandse politiek na verloop van tijd veel breder gedragen consensus en concreet in het in juli 1999 onder het kabinet-Kok II (ook bekend als Paars II) voorgelegd wetsvoorstel genaamd Wet openstelling huwelijk voor de wettelijke regeling van het homohuwelijk dat in september 2000 werd aangenomen door de Tweede Kamer en in december 2000 door de Eerste Kamer: Nederland stelde op 1 april 2001 het burgerlijk huwelijk open voor partners van hetzelfde geslacht.
De PSP streefde niet in de eerste plaats naar een meerderheid van de kiezers, maar vooral naar het uiten van haar beginselen in het parlement. Daarom wordt de PSP ook wel een getuigenispartij genoemd.

### Standpunten
Deze radicale principes vertaalden zich in in een streven naar een democratisch-socialistische economie, een vreedzaam buitenlands beleid, een direct democratisch politiek systeem en een feminisering van de samenleving.
De PSP streefde naar een democratisch-socialistische economie, waar overheidsplanning en arbeiderszelfbestuur een grote rol speelden:
- De partij streefde naar de nationalisering van belangrijke sectoren van de economie, zoals banken, transportbedrijven en basisindustrieën. Deze bedrijven zouden in handen moeten zijn van de werknemers;
- In andere economische sectoren zou coöperatieve bedrijfsvorming vaker moeten worden gebruikt;
- De overheid zou de economie moeten plannen en de prijzen en winsten moeten beheersen;
- De PSP streefde naar volledige werkgelegenheid door een verkorting van de werkweek, de verlaging van de AOW-gerechtigde leeftijd naar 60, de verhoging van de leerplicht naar 18 en het stimuleren van deeltijdwerk;
- Inkomens zouden genivelleerd moeten worden door een progressieve belasting die bij 50,000 euro (100,000 gulden) bijna 100% moest zijn;
- De PSP wilde nationalisering van het grondbezit, waardoor dat meer land in het bezit was van de overheid, die het dan aan bedrijven zou kunnen verpachten;
- De partij streefde naar meer rechten voor huurders en krakers;
- De PSP was tegen het gebruik van kernenergie en pleitte voor het gebruik van alternatieve energie;
- De partij pleitte voor investeringen in het openbaar vervoer;
- Milieubescherming was een belangrijk thema voor de partij. Zij was tegen ecotaksen, die regressief werken en wilden in plaats daarvan de milieubelasting op bedrijven verhalen.

De PSP pleitte voor een antimilitaristisch en socialistisch buitenlands beleid:
- De partij was tegen de plaatsing van kernwapens in Nederland;
- De PSP pleitte voor het uittreden van Nederland uit de NAVO;
- De PSP wilde het Nederlandse leger afschaffen: tot die tijd zouden gewetensbezwaarde dienstweigeraars meer rechten moeten krijgen en de wapenindustrie in handen van de overheid komen;
- De partij was tegen de Europese Economische Gemeenschap die de macht van Nederland om haar eigen economie te plannen beperkte;
- De PSP pleitte voor meer handel met Tweede Wereld- en Derde Wereldlanden en meer ontwikkelingshulp.

De partij pleitte voor een democratische rechtsstaat:
- De PSP was voorstander van decentralisering en meer directe democratie in de gemeentes;
- De partij wilde de Eerste Kamer afschaffen en de Tweede Kamer meer leden geven;
- De partij was tegen de Nederlandse monarchie en wilde ook benoemde posities als burgemeester en commissaris van de Koningin vervangen door democratisch gekozen posities;
- De PSP wilde de kiesgerechtigde leeftijd verlagen tot 16 jaar en ook aan migranten stemrecht geven;
- De PSP wilde de BVD opheffen en was tegen private beveiligingsbedrijven;
- De PSP wil de mobiele eenheid opheffen;
- De PSP wilde de rechten van gedetineerden beter beschermen.

De PSP streefde naar een radicale feminisering van de samenleving, het bevrijden van onderdrukte groepen en het democratiseren van de samenleving:
- De partij pleitte voor de versterking van vrouwenrechten: gratis crèches, legalisering van abortus en meer parttime werk door beide ouders. De PSP wilde de sociale zekerheid op het individu en niet op het gezin richten;
- De partij wilde de strafbaarstelling van pedofilie opheffen, bij monde van lijsttrekker Bram van der Lek pleitte de partij voor het legaliseren van kinderporno[47][48];
- De PSP streefde naar gelijke rechten voor seksuele minderheden: gelijke rechten voor homostellen en de legalisering van travestie;
- De partij besteedde bijzondere aandacht aan de positie van minderheidstalen, in het bijzonder de Friese taal;
- De PSP pleitte voor democratisering van het onderwijs, betere bescherming van de rechten van leerlingen, kleinere klassen en experimenten met alternatief onderwijs. De partij was tegen bijzonder onderwijs;
- Enerzijds wilde de partij casino's en roken in publieke gebouwen verbieden en anderzijds softdrugs legaliseren en harddrugs door de overheid verstrekken.
- De PSP verzette zich fel tegen discriminatie.
- De partij wilde prostitutie legaliseren en de rechten van prostituees verbeteren.
- De PSP was een voorstander van legalisering van euthanasie.
- De PSP wilde ook ziekenhuizen democratiseren, de rechten van patiënten beter vastleggen en een nationale ziektekostenverzekering.

## Electoraat
De partij werd in het begin met name gesteund door mensen die hun vertrouwen hadden verloren in de PvdA of de CPN. Veelal waren de PSP-kiezers studenten, wetenschappers, kunstenaars, of progressieve christenen, met name doopsgezinden. In de jaren 80 kreeg de PSP een grote aanhang onder feministen en vanuit de homo-beweging.
Het electoraat van de PSP fluctueerde sterk, dit kwam met name door veranderingen binnen de PvdA en PSP en specifieke gebeurtenissen in de Koude Oorlog. De opkomst van Provo en het studentenprotest in de jaren 60 versterkten de partij, de radicalisering van de PvdA en interne conflicten in de PSP verzwakten het electoraat van de PSP. De massademonstraties tegen kernwapens versterkten de partij.
Enkele bekende PSP-aanhangers waren Geert Mak die in de vroege jaren 80 voor de Tweede Kamerfractie werkte, Karin Spaink, die in de late jaren 80 bij het partijbureau werkte en J.J. Voskuil. Ook Rita Verdonk was in de jaren zeventig lid van deze partij.

## Organisatie

### Structuur
Het hoogste orgaan van de partij was het congres, dat werd gevormd door vertegenwoordigers van lokale afdelingen. Het kwam ten minste eens per jaar samen. Het benoemde het partijbestuur en bepaalde de volgorde van de kieslijsten. Het had het laatste woord over het partijprogramma. In die maanden dat het congres niet bijeenkwam werd de rol overgenomen door een partijraad, die ook bestond uit vertegenwoordigers van gewestelijke afdelingen.
Het partijbestuur had tien leden: de partijvoorzitter, de algemeen secretaris, de penningmeester, de politiek secretaris, de parlementair secretaris, de internationaal secretaris, de jongerensecretaris, vormingssecretaris, propagandasecretaris en de voorzitter van de commissie voor radio en televisie.

### Gelieerde organisaties
De PSP publiceerde haar eigen tijdschrift. Dit heette de Bevrijding tussen 1957 en 1966 en 1978 en 1991 en Radikaal: Weekblad voor Socialisme en Vrede tussen 1967 en 1977. Dit werd gedrukt door de eigen drukkerij van de partij die ook de Bevrijding heette.
De jongerenorganisatie van de PSP was de Pacifistisch Socialistische Jongerengroepen (PSJG). Deze was opgericht in 1977. Het fuseerde in 1991 samen met de PPR-j tot DWARS, GroenLinkse Jongeren. De PSJG sympathiseerde met de kraakbeweging. Tussen 1985 en 1991 stelde de PSJG zich onafhankelijk op ten opzichte van de Partij voor Socialisme en Ontwapening en de PSP, want ze voelde zich verbonden met beide partijen. Het publiceerde Keihard Tegengeweld en de RamPSPoed.
De homo-organisatie van de PSP was de Rode Flikkers, opgericht door Bob van Schijndel.
Sinds de jaren 80 werkte het wetenschappelijk bureau van de PSP samen met de wetenschappelijke bureaus van de PPR en de CPN, samen publiceerden ze De Helling sinds 1985. De Rode Draad werd ook sinds 1985 uitgebracht als een blad voor lokale vertegenwoordigers van de PSP en de CPN. Aan de PSP was ook de Henk Lankhorst stichting gelieerd die zich bezighield met ontwikkelingssamenwerking.

### Relaties met andere partijen
Lange tijd werkte de partij niet samen met andere partijen. Zo leek de partij het meest op getuigenispartijen als de Staatkundig Gereformeerde Partij. De leden van de PSP-fracties, alhoewel geïsoleerd vanwege hun radicale positie, werden gerespecteerd vanwege hun principiële houding, hun bevlogenheid en hun retorische talenten.
Tussen 1957 en 1981 was de relatie tussen de PSP en Communistische Partij van Nederland erg slecht. De reden hiervoor was de kritische houding van de PSP ten opzichte van de USSR en de toetreding van veel oud-CPN'ers tot de PSP. De Politieke Partij Radikalen, in 1968 een progressief-seculiere afsplitsing van de KVP en ook later opgerichte de Evangelische Volkspartij werden door de PSP afgewezen als te gematigd op sociaal-economisch gebied. Sinds jaren 80 nam samenwerking met deze drie partijen toe, wat leidde tot de oprichting van GroenLinks.
De partij was in 1956 nog uitgegaan van een positieve houding ten opzichte van de Partij van de Arbeid. Maar nadat de PvdA hun voorstel om samen te werken had afgewezen werden de relaties slechter. In 1971 wees het congres samenwerking met de PvdA en de PPR in het Progressief Akkoord af, omdat dit noch socialistisch, noch pacifistisch was.

### Relaties met maatschappelijke organisaties
De PSP beschouwde zich als de parlementaire spreekbuis van sociale bewegingen, met name de vredesbeweging. De partij speelde een prominente rol in de bewegingen tegen de Vietnam oorlog in de jaren 60 en de plaatsing van kernwapens in Nederland in de jaren 80. De PSP onderhield daarnaast goede relaties met bewegingen van studenten, huurders, vrouwen en homo's.

### Leden
| Jaar | Aantal leden | Jaar | Aantal leden |
| 1957 | 308          | 1974 | 4.802        |
| 1958 | 1.986        | 1975 | 4.333        |
| 1959 | 2.497        | 1976 | 4.543        |
| 1960 | 2.561        | 1977 | 6.596        |
| 1961 | 2.852        | 1978 | 8.797        |
| 1962 | 3.624        | 1979 | 9.018        |
| 1963 | 3.786        | 1980 | 8.703        |
| 1964 | 3.779        | 1981 | 9.595        |
| 1965 | 3.888        | 1982 | 9.979        |
| 1966 | 4.857        | 1983 | 8.853        |
| 1967 | 4.849        | 1984 | 7.767        |
| 1968 | 4.462        | 1985 | 6.450        |
| 1969 | 4.325        | 1986 | 5.560        |
| 1970 | 4.228        | 1987 | 4.992        |
| 1971 | 4.445        | 1988 | 4.478        |
| 1972 | 4.581        | 1989 | 3.969        |
| 1973 | 4.871        | 1990 | 3.591        |

Bron: PSP - ledentallen (Documentatiecentrum Nederlandse Politieke Partijen)

## Volksvertegenwoordiging

### Tweede Kamer
| Verkiezingsjaar | Lijsttrekker                     | Aantal stemmen | % van de stemmers | Aantal behaalde zetels |
| --------------- | -------------------------------- | -------------- | ----------------- | ---------------------- |
| 1959            | Henk Lankhorst Nico van der Veen | 110.499        | 1,84%             | 2 / 150                |
| 1963            | Henk Lankhorst                   | 189.370        | 3,03%             | 4 / 150                |
| 1967            | Henk Lankhorst                   | 197.216        | 2,87%             | 4 / 150                |
| 1971            | Hans Wiebenga                    | 90.738         | 1,44%             | 2 / 150                |
| 1972            | Bram van der Lek                 | 111.262        | 1,50%             | 2 / 150                |
| 1977            | Bram van der Lek                 | 77.972         | 0,94%             | 1 / 150                |
| 1981            | Fred van der Spek                | 184.422        | 2,12%             | 3 / 150                |
| 1982            | Fred van der Spek                | 187.547        | 2,28%             | 3 / 150                |
| 1986            | Andrée van Es                    | 110.182        | 1,20%             | 1 / 150                |

### Eerste Kamer
| Verkiezingsjaar | Aantal stemmen | % van de stemmers | Aantal behaalde zetels |
| --------------- | -------------- | ----------------- | ---------------------- |
| 1963            | -              | -                 | 2 / 75                 |
| 1966            | -              | -                 | 3 / 75                 |
| 1969            | -              | -                 | 3 / 75                 |
| 1971            | -              | -                 | 1 / 75                 |
| 1974            | -              | -                 | 0 / 75                 |
| 1977            | -              | -                 | 1 / 75                 |
| 1980            | -              | -                 | 1 / 75                 |
| 1981            | -              | -                 | 0 / 75                 |
| 1983            | -              | -                 | 2 / 75                 |
| 1986            | -              | -                 | 2 / 75                 |
| 1987            | -              | -                 | 1 / 75                 |

### Provincies
Hieronder staan de resultaten van Provinciale Staten-verkiezingen van 1962. Duidelijk is dat Noord-Holland de belangrijkste provincie was voor de PSP, en dat de partij het goed deed in Zuid-Holland, Groningen en Friesland en veel minder in Limburg en Noord-Brabant.
| Provincie     | Zetels |
| ------------- | ------ |
| Groningen     | 2      |
| Friesland     | 2      |
| Drenthe       | 0      |
| Overijssel    | 1      |
| Gelderland    | 0      |
| Utrecht       | 1      |
| Noord-Holland | 5      |
| Zuid-Holland  | 2      |
| Zeeland       | 0      |
| Noord-Brabant | 0      |
| Limburg       | 0      |

Noord-Holland was de belangrijkste provincie voor de PSP, daar kwam ruim de helft van de stemmen vandaan. Met name in de Zaanstreek en Amsterdam was de partij sterk. Maar ook in gemeenten met een sterke lokale afdeling zoals Midwoud, Bussum, Hoorn en Goirle. De partij leverde nooit veel wethouders en nooit gedeputeerden.

### Gemeenten
Tussen 1973 en 1975 nam de PSP deel aan een college van burgemeester en wethouders in Amsterdam dat bestond uit progressieve partijen met een wethouder, Huib Riethof. Na een conflict met zijn eigen fractie en afdeling over zijn stemgedrag over de Amsterdamse Metro als raadslid trad hij terug. Ook heeft de partij eens een wethouder geleverd in de toenmalige Groningse gemeente Zuidbroek.

## Trivia
Zonder de PSP zou de programmeertaal Python misschien wel nooit zijn ontstaan. Van 1975 tot 1981 was de informaticus Lambert Meertens voorzitter van de partij. Begin jaren tachtig ontmoette Meertens bij de PSP Guido van Rossum. Deze computernerd werkte als vrijwilliger aan het automatiseren van de ledenadministratie, die door de grote groei van de partij niet meer handmatig gedaan kon worden. Toen Meertens eind 1982 een hulpje nodig had bij het ontwikkelen van de programmeertaal ABC nam hij daarvoor Van Rossum. Deze kreeg zo zijn bedenkingen bij de manier waarop Meertens die taal opzette. Uit onvrede bedacht hij toen de taal Python .